# Centrum (jezero)
Jezero Centrum vznikne v rámci rekultivace krajiny po důlní těžbě uhlí v lomu ČSA, kde se počítá se zatopením důlní zbytkové jámy vodou. Jako nejvhodnější variantu zaplavení potvrdily studie z let 1994 – R-Princip Most (variantní řešení rekultivace), 1994 VÚHÚ – Výzkumný ústav hnědého uhlí (Báňsko-hydrologické podmínky přirozené izolace zbytkové jámy lomu ČSA od centrální části SHP) V místech bývalého Komořanského jezera (nynější lom ČSA) tedy vznikne opět jezero jako náhrada a obnovení mikroklimatu.
Plán rekultivace by se však mohl ještě oddálit v důsledku snahy těžební společnosti Severní energetická, a.s. o prolomení územních ekologických těžebních limitů a snahy o zbourání přilehlých obcí Horní Jiřetín a Černice. Tím by tedy došlo k oddálení plánovaného zatopení lomu ČSA. Při neprolomení těchto těžebních limitů bude probíhat těžba v útlumu jen do roku 2021, při prolomení minimálně do roku 2065 (II. etapa – 287 mil. tun uhlí), nejdéle až do roku 2150. V roce 2021 došlo k rozhodnutí ukončit těžbu v tomto lomu kolem roku 2024. V roce 2023 byl termín ukončení těžby odhadnut na přelom let 2025 a 2026.